# Slavko Obadov
Slavko Obadov (Zemun, Yugoslavia, 12 de julio de 1948) es un deportista yugoslavo que compitió en judo.
Participó en tres Juegos Olímpicos de Verano entre los años 1972 y 1980, obteniendo una medalla de bronce en la edición de Montreal 1976 en la categoría de –80 kg. Ganó una medalla de plata en el Campeonato Europeo de Judo de 1979.

## Palmarés internacional
| Juegos Olímpicos   | Juegos Olímpicos   | Juegos Olímpicos  | Juegos Olímpicos |
| Año                | Lugar              | Medalla           | Categoría        |
| ------------------ | ------------------ | ----------------- | ---------------- |
| 1976               | Montreal (Canadá)  | Medalla de bronce | –80 kg           |
| Campeonato Europeo |                    |                   |                  |
| Año                | Lugar              | Medalla           | Categoría        |
| 1979               | Bruselas (Bélgica) | Medalla de plata  | –86 kg           |